# Ano Arhanes
Ano Arhanes är en ort i Grekland.   Den ligger i prefekturen Nomós Irakleíou och regionen Kreta, i den sydöstra delen av landet, 300 km söder om huvudstaden Aten. Ano Arhanes ligger 461 meter över havet och antalet invånare är 3 913.
Terrängen runt Ano Arhanes är huvudsakligen kuperad. Ano Arhanes ligger uppe på en höjd.Runt Ano Arhanes är det ganska glesbefolkat, med 39 invånare per kvadratkilometer. Närmaste större samhälle är Heraklion, 10,7 km norr om Ano Arhanes. Trakten runt Ano Arhanes består till största delen av jordbruksmark.